# Oruza semifusca
Oruza semifusca là một loài bướm đêm trong họ Erebidae.